# Osečenica
Osečenica (em cirílico: Осеченица) é uma vila da Sérvia localizada no município de Mionica, pertencente ao distrito de Kolubara, na região de Kolubara Podgorina. A sua população era de 707 habitantes segundo o censo de 2011.

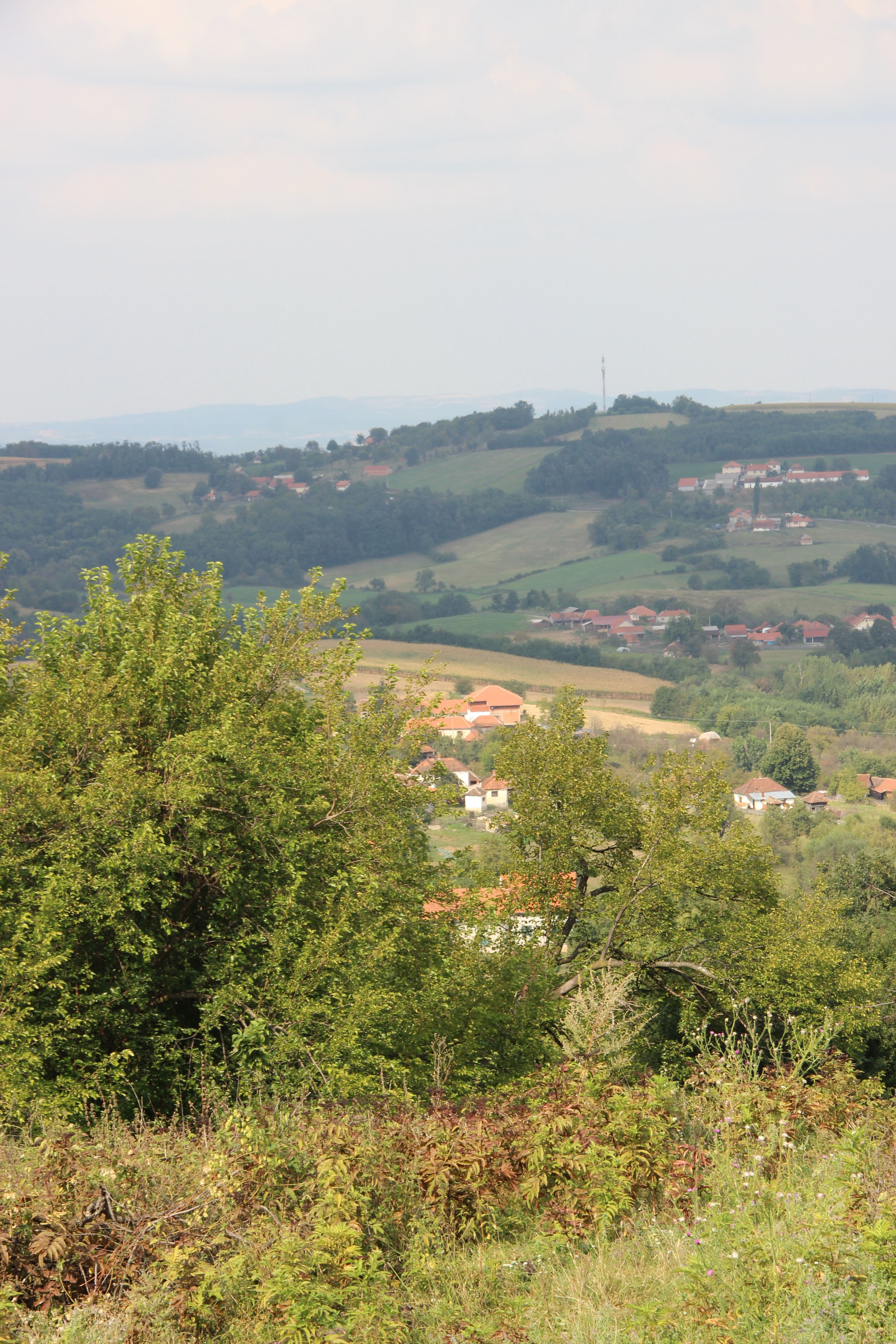
Osečenica - panorama
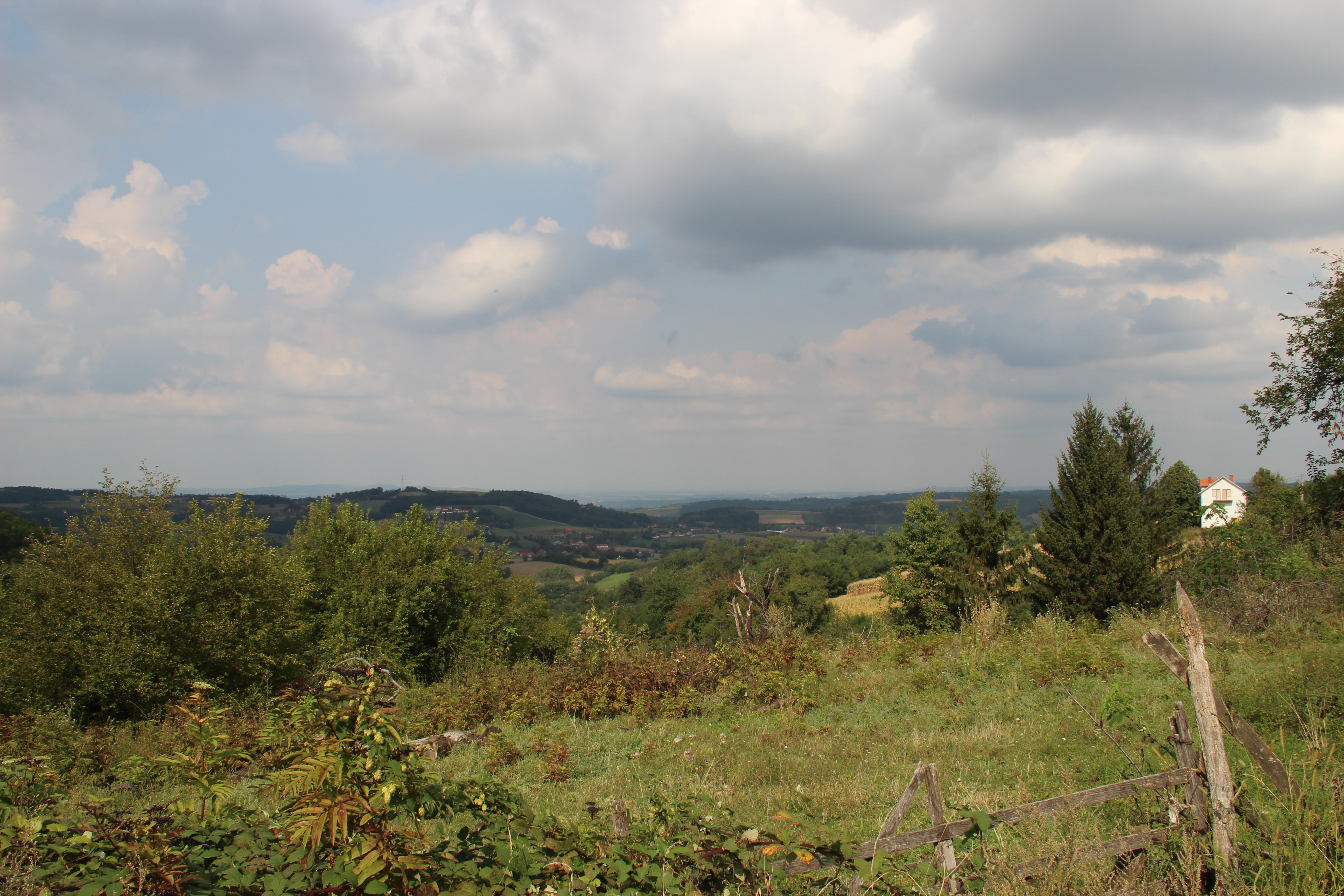
Osečenica - panorama
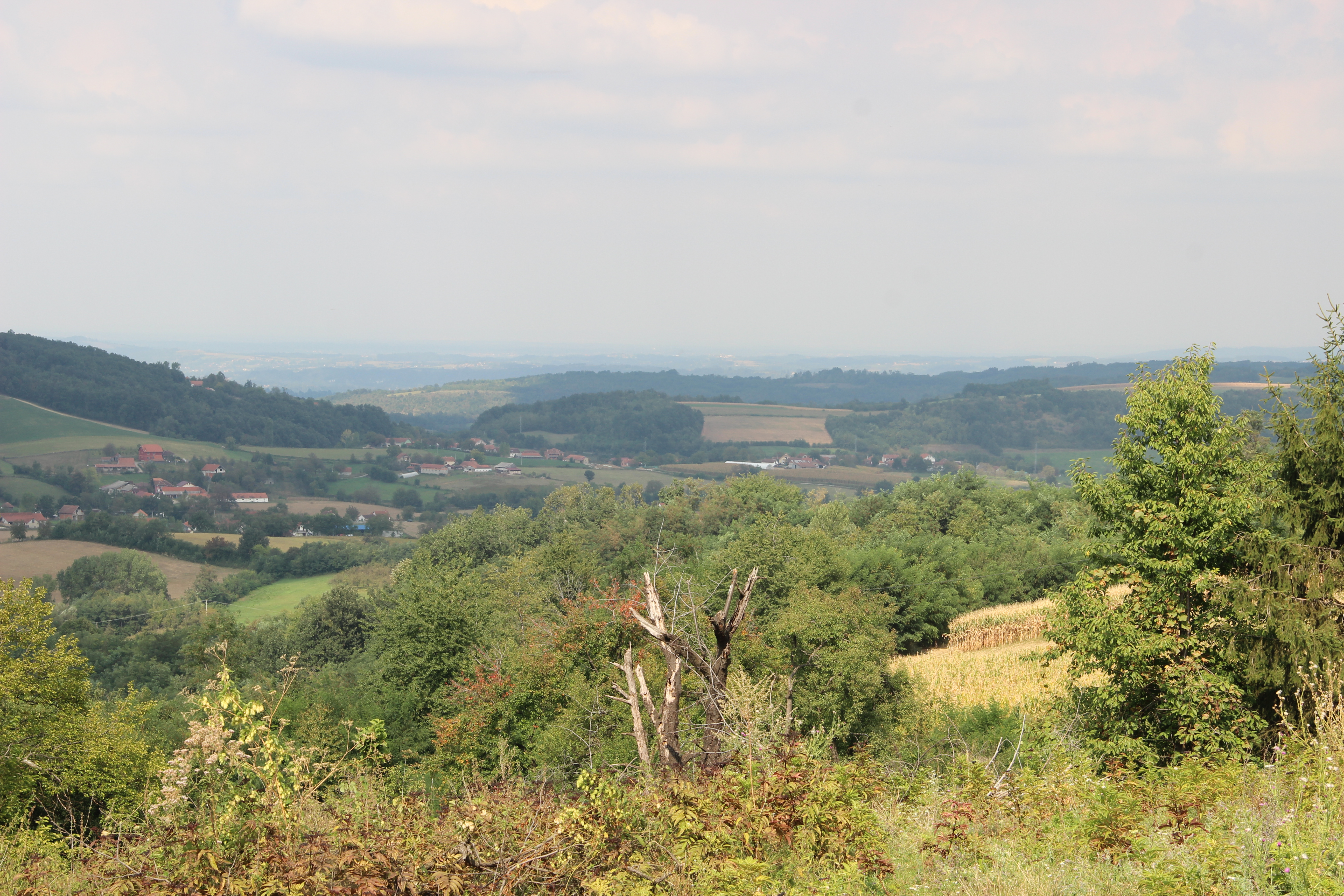
Osečenica - panorama
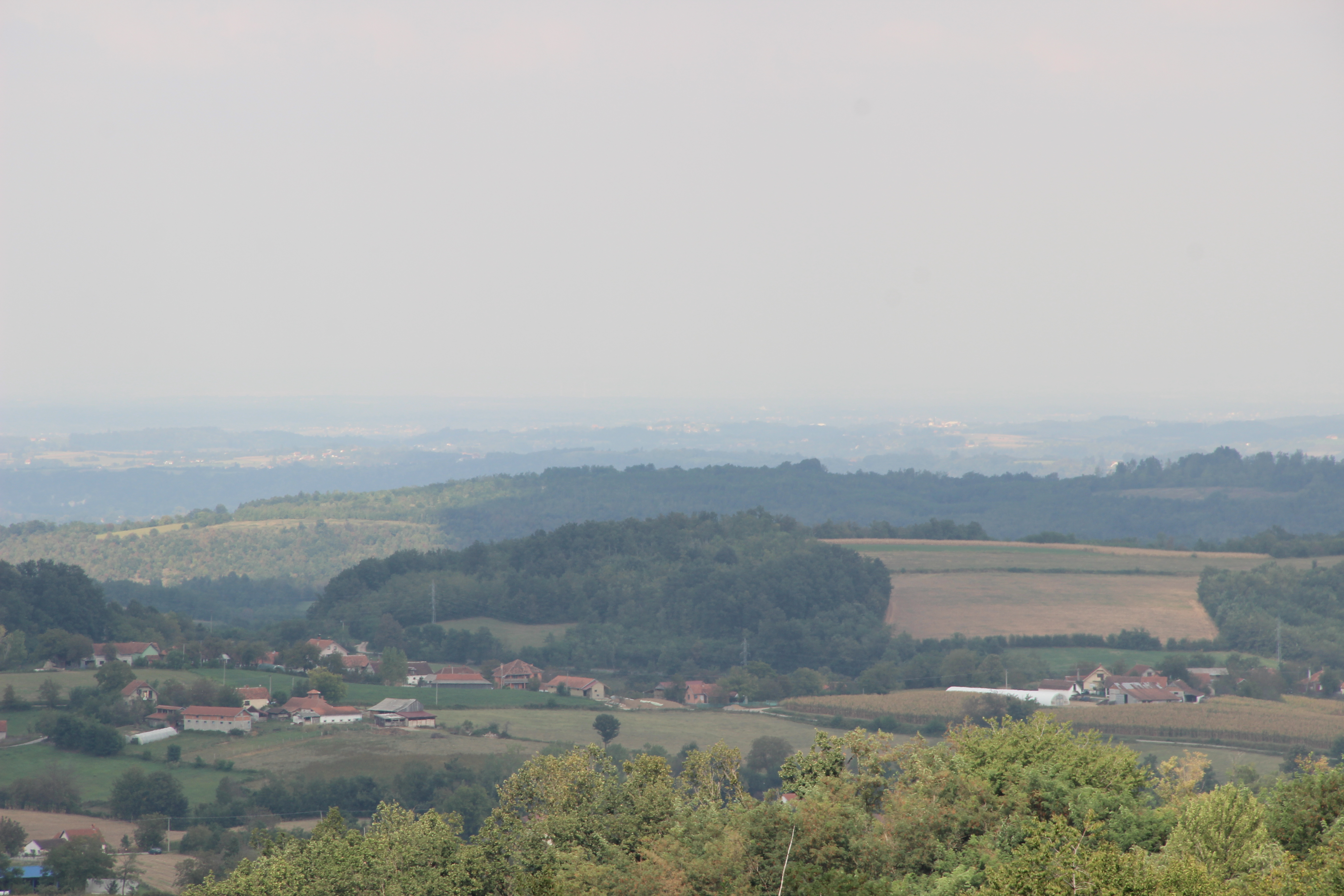
Osečenica - panorama
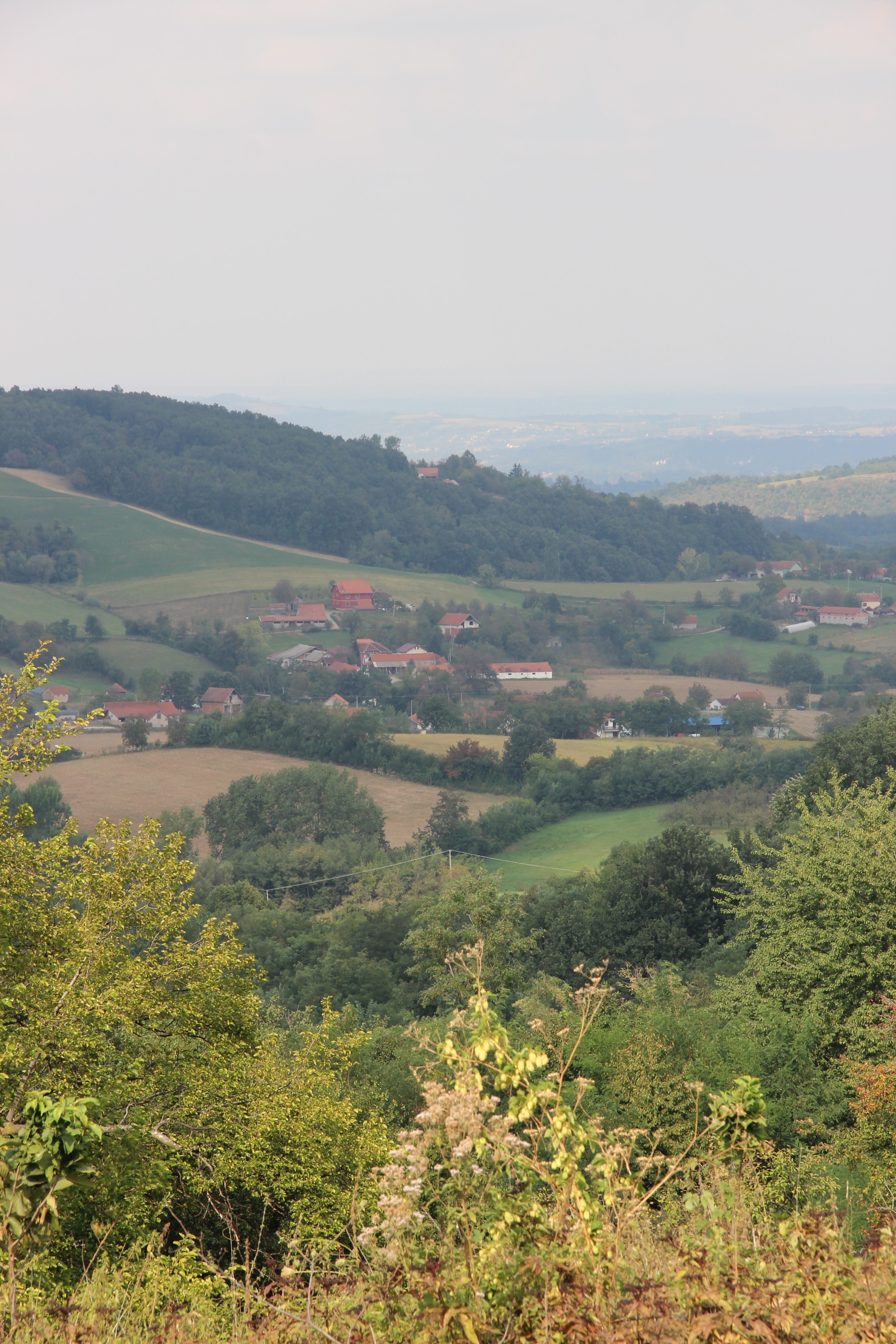
Osečenica - panorama
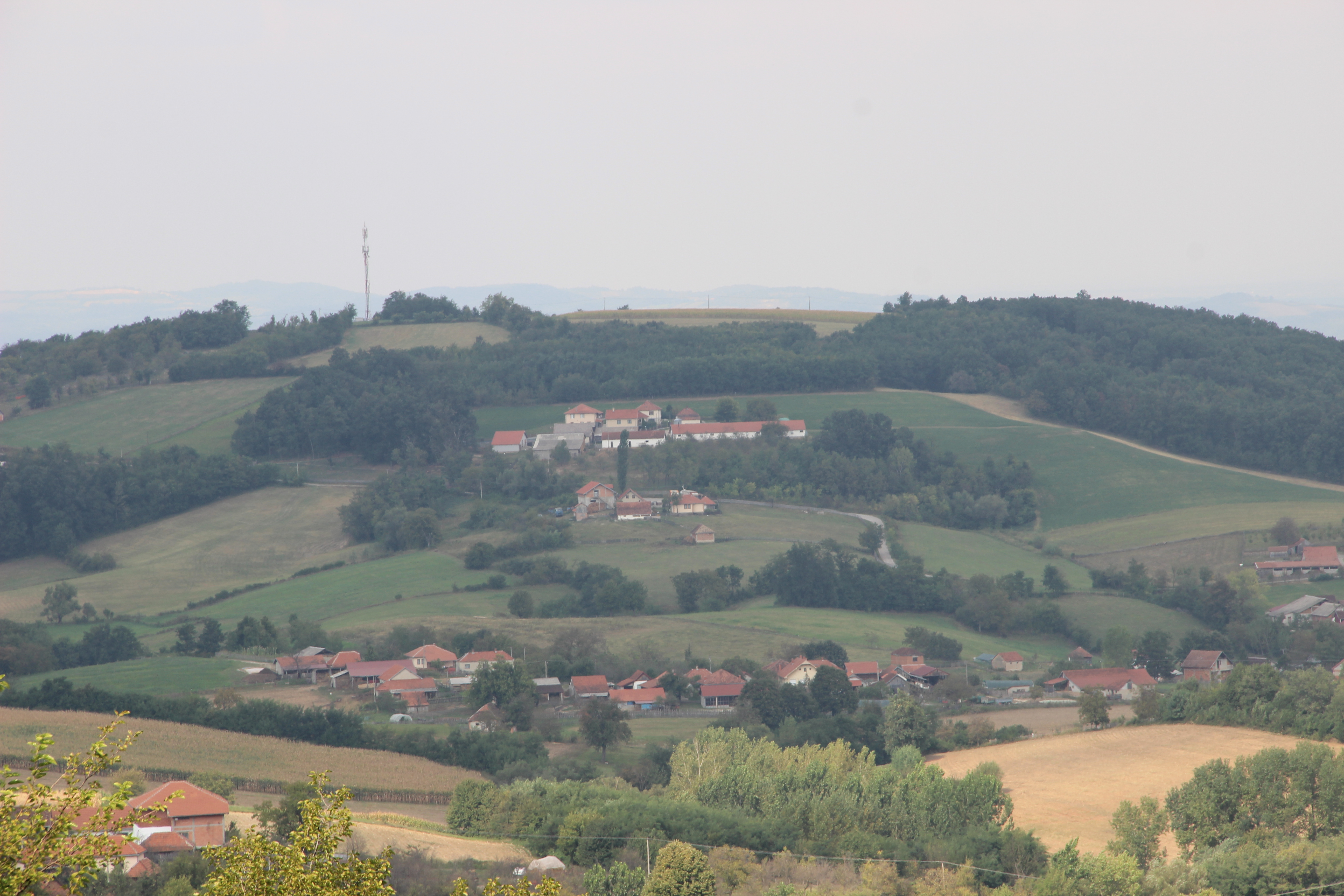
Osečenica - panorama

## Demografia
| 1948  | 1953  | 1961  | 1971  | 1981  | 1991 | 2002 | 2011 |
| ----- | ----- | ----- | ----- | ----- | ---- | ---- | ---- |
| 1 340 | 1 406 | 1 357 | 1 201 | 1 083 | 932  | 795  | 707  |